# La Pequeña Oruga Glotona
La Pequeña Oruga Glotona es un álbum diseñado, ilustrado, y escrito por Eric Carle, publicado por primera vez por World Publishing Company en 1969 y más tarde publicado por Penguin Putnam. El libro presenta una oruga que, mientras se va arrastrando, come una gran variedad de productos antes de formar su crisálida y emerger como mariposa. Ganó varios premios de literatura infantil y un importante premio de diseño gráfico. Se han vendido casi 50 millones de copias en todo el mundo, una copia por minuto desde el momento de su publicación, y se le considera como «uno de los grandes clásicos de la infancia de todos los tiempos». Fue votado como el segundo mejor libro con ilustraciones para niños en una encuesta de School Library Journal en 2012.
La Pequeña Oruga Glotona utiliza ilustraciones de collage distintivo, agujeros «mordidos» en las páginas y texto sencillo con temas educativos: cuenta los días de la semana, las comidas y las etapas de vida de una mariposa. Ha habido muchos libros relacionados y otros productoscreados en relación con el libro, incluyendo herramientas educativas. La dieta de la oruga es ficticia, más que científicamente cuidadosa, pero el libro introduce conceptos de las etapas de la vida Lepidoptera, donde las transformaciones tienen lugar, incluyendo la metamorfosis definitiva de «oruga glotona» a «bella mariposa», y ha sido aprobado por la institución británica Royal Entomological Society.
Es el tercer libro de Carle, quien aporta un nuevo estilo a cada uno de ellos.

## Sinopsis
Una mañana de domingo temprano, una oruga salió de un huevo. Su nombre es La pequeña oruga glotona, a quien aparentemente le encanta comer. Pronto empieza a buscar algo para comer. Come cada vez mayores cantidades de fruta según pasan los 5 días (lunes a viernes). Empieza el lunes con 1 manzana, luego 2 peras el martes, 3 ciruelas el miércoles, 4 fresas el jueves, y 5 naranjas el viernes. El sábado se prepara para comer el siguiente menú: un trozo de pastel de chocolate, un cono de helado, un pepinillo, un trozo de queso suizo, un trozo de salami, una piruleta, un trozo de pastel de cereza, una salchicha, un cupcake, y un trozo enorme de sandía.  Aquella noche le dio un gran dolor de barriga por haber comido tanta comida. 
A la mañana siguiente, el domingo, la oruga prueba otra vez y empieza a comer una hoja verde. Tras comer comida adecuada se siente mucho mejor. Al final, no se queda con hambre y desde entonces crece a un ritmo adecuado. Simplemente, crece como una oruga real (primero comiendo una hoja, convirtiéndose en una oruga grande y gruesa, entonces enredándose en una crisálida para devenir una mariposa). Una vez dentro, descansa de su dolor de estómago del sábado. Más tarde, la oruga emerge en una mariposa con alas grandes, bellas y coloridas.